# كريس هيثيرنغتون
كريس هيثيرنغتون (بالإنجليزية: Chris Hetherington)‏ هو لاعب كرة قدم أمريكية أمريكي، ولد في 27 نوفمبر 1972 في نورث برانفورد في الولايات المتحدة.

## وصلات خارجية
- كريس هيثيرنغتون على موقع مرجع كرة القدم المحترفة.كوم (الإنجليزية)